# Чеський Шляхетний Хрест

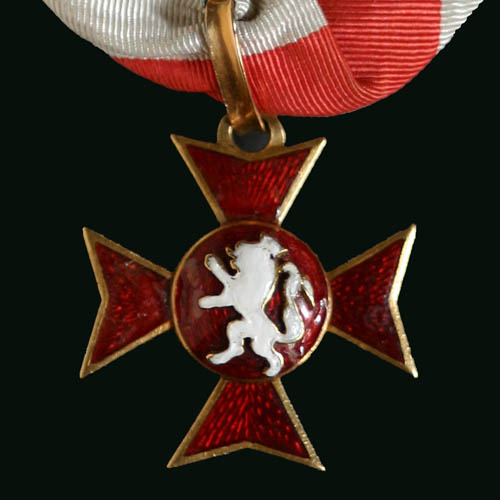
Аверс

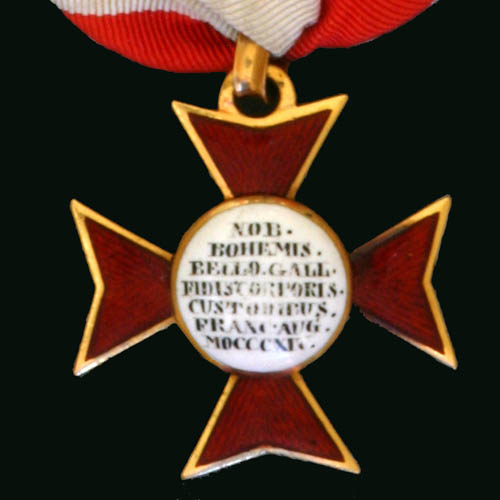
Реверс

Чеський Шляхетний Хрест або Богемський Шляхетний Хрест  (нім. Böhmisches Adelskreuz, чес. Český šlechtický kříž) – австрійська нагорода, заснована 3 травня 1814 року імператором Францом I, для нагородження шляхтичів, з Королівства Богемії, що служили в армії та пішли добровольцями восени 1813 року, щоб сформувати Богемську шляхетську гвардію та супроводжувати імператора в його поході на Париж.

## Історія
Чеська шляхетська гвардія (Česká šlechtická garda) — група з 38 Богемських шляхтичів-добровольців, які були особистою охороною та захищали імператора під час його походу на Париж, восени 1813 року, після поразки Наполеона I під Лейпцигом. На згадку про цей похід був встановлений цей хрест. Це перша офіційна відзнака Австрійської імперії, якої удостоїлися саме чехи. З огляду на те, що було виготовлено лише 38 орденів, це одна з найрідкісніших чеських нагород.
Хрест виготовлений із золота у вигляді червоного емальованого мальтійського хреста. Посередині круглий медальйон, на лицьовому боці червоного кольору - Чеським срібним левом, на білому реверсі чорний напис NOB. BOHEMIS. BELLOGALL. FIDIS CORPORIS CUSTODIBUS. FRANC.AUG. MDCCCXIV (Богемським шляхтичам, вірним охоронцям, імператора Франца під час французької війни, 1814). Стрічка біла з червоною смугою посередині. Використані національні кольори також свідчать про те, що нагорода призначалася для представників Богемського королівства.
Нагороду носили на білій трикутній стрічці з широкою червоною центральною смугою на грудях зліва або через петлицю.
Чеський Шляхетний Хрест послужив зразком для Ордену Білого Лева, заснованого в Чехословаччині 1922 року.